# Systeminfo
systeminfo est une commande des systèmes d'exploitation Microsoft Windows, permettant de générer un résumé de la configuration matérielle et logicielle d'un ordinateur.
Cette commande, implémentée sous forme d'un exécutable systeminfo.exe, est disponible depuis MS-DOS jusqu'aux versions Windows 7, en passant par Windows Vista, Windows XP Professionnal mais pas Windows XP Home.

## Résultats
Parmi les informations produites figurent la configuration mémoire, CPU, espace disque, configuration réseau, version d'OS, correctifs, etc.

## Exemple
Exemple sortant les résultats au format CSV pour une machine appelée "Ordinateur1" :

C:\systeminfo /s Ordinateur1 /fo CSV

Les ... représentent des informations cachées, car trop sensibles.
```
Nom
 
de
 
l
'hôte: hostName

Nom du système d'
exploitation:
 
Microsoft
 
Windows
 
7
 
Professionnel
Version
 
du
 
système:
 
6
.1.-
 
-
 
-
 
-
 
Service
 
Pack
 
X
 
version
 
....

Fabricant
 
du
 
système
 
d
'exploitation: Microsoft Corporation

Configuration du système d'
exploitation:
 
Station
 
de
 
travail
 
membre
Type
 
de
 
version
 
du
 
système
 
d
'exploitation: Multiprocessor Free

Propriétaire enregistré: user

Organisation enregistrée: Microsoft

Identificateur de produit: ....-...-.......-.....

Date d'
installation
 
originale:
 
23
/10/2014,
 
09
:12:51
Heure
 
de
 
démarrage
 
du
 
système:
 
31
/01/2018,
 
08
:24:54
Fabricant
 
du
 
système:
 
Marque
 
Inc.
Modèle
 
du
 
système:
 
Modèle
 
du
 
produit
Type
 
du
 
système:
 
x64-based
 
PC
Processeur
(
s
)
:
 
1
 
processeur
(
s
)
 
installé
(
s
)
.

                                            
[
01
]
 
:
 
Intel64
 
Family
 
X
pping
 
3
 
GenuineIntel
 
~3101
 
MHz
Version
 
du
 
BIOS:
 
Constructeur
 
Inc.
 
A08,
 
15
/05/2014
Répertoire
 
Windows:
 
C:
\W
indows
Répertoire
 
système:
 
C:
\W
indows
\s
ystem32
Périphérique
 
d
'amorçage: \Device\X

Option régionale du système: fr;Français (France)

Paramètres régionaux d'
entrée:
 
fr
;
Français
 
(
France
)

Fuseau
 
horaire:
 
(
UTC+01:00
)
 
Bruxelles,
 
Copenhague,
 
M
adrid,
 
Paris
Mémoire
 
physique
 
totale:
 
....
 
Mo
Mémoire
 
physique
 
disponible:
 
....
 
Mo
Mémoire
 
virtuelle
 
:
 
taille
 
maximale:
 
.....
 
Mo
Mémoire
 
virtuelle
 
:
 
disponible:
 
.....
 
Mo
Mémoire
 
virtuelle
 
:
 
en
 
cours
 
d
'utilisation: ..... Mo

Emplacements des fichiers d'
échange:
 
C:
\p
agefile.sys
Domaine:
 
-
 
-
 
-
 
-
 
-
 
-
 
-.local
Serveur
 
d
'
ouverture
 
de
 
session:
 
\\
.....
Correctif
(
s
)
:
 
458
 
Corrections
 
installées.

                                            
[
01
]
:
 
........

                                            
[
02
]
:
 
........

                                            
[
03
]
:
 
........

                                            
[
04
]
:
 
........

                                            
[
05
]
:
 
........

                                            
[
06
]
:
 
........

                                            
[
07
]
:
 
........

                                            
[
08
]
:
 
........

                                            
[
09
]
:
 
........

                                            
[
10
]
:
 
........

                                            
[
11
]
:
 
........

                                            
[
12
]
:
 
........

                                            
[
13
]
:
 
........

                                            
[
14
]
:
 
........

                                            
[
15
]
:
 
........

                                            
[
16
]
:
 
........

                                            
[
17
]
:
 
........

```